# Eloísa Díaz
Eloísa Díaz, född 1866, död 1950, var en chilensk läkare. Hon blev 1887 den första kvinnliga läkaren i Chile och Latinamerika.
Hon blev 1880 den första kvinnliga studenten vid Universidad de Chile. 